# 刘经三
刘经三（1906年—1937年8月），字经三，名日礼，又名健生，山东乳山市人。中国共产党地方组织领导人。

## 生平
1932年春，加入共产主义青年团，是年秋加入中国共产党；同年12月与于俭斋在老鸦庄村建立牟平特支，任组织委员。1933年1月，任中共牟平县委书记。3月，任中共胶东特委委员。同年7月，霄龙寺联络站暴露，遭牟平县政府通缉，从此脱离家庭，专门从事中共地下工作。10月，身负胶东各县党组织的重托，赶赴北平，与中共中央北方局接上了关系。
1934年1月北方局委派常子健与其一起返回胶东，致力于组织整顿，使胶东党组织很快得到恢复和发展。2月，任中共胶东特委宣传委员，后改任组织委员，并兼任特委领导的地下武装组织政治指导员。9月，与胶东特委委员张连珠、李厚生同去荣成、威海等地巡视工作，途中夜宿文登崮头集时被捕。遂被押于文登监狱，后转至山东省反省院。1936年2月16日在济南经保获释，当晚即与党组织接上关系。于1937年2月到达延安，进入抗日军政大学学习，结业后留延安工作。是年8月逝世。